# Triozafosfat izomeraza
Triozafosfat izomeraza (TPI ili TIM) je enzim (EC 5.3.1.1) koji katalizuje reverzibilnu interkonverziju trioza fosfat izomera dihidroksiaceton fosfat i D-gliceraldehid 3-fosfat.
| Dihidroksiaceton fosfat | triozafosfat izomeraza | triozafosfat izomeraza | -gliceraldehid 3-fosfat |
|                         |                        |                        |                         |
|                         |                        |                        |                         |
|                         |                        |                        |                         |
|                         |                        |                        |                         |
|                         |                        |                        |                         |
|                         | triozafosfat izomeraza |                        |                         |

Јedinjenje C00111 u KEGG Metabolički put bazi podataka.Enzim 5.3.1.1 u KEGG Metabolički put bazi podataka.Јedinjenje C00118 u KEGG Metabolički put bazi podataka.
TPI učestvuje u glikolizi i esencijalna je za efikasnu produkciju energe. Ovaj enzim je prisutan u skoro svim organizmima, uključujući životinje poput sisara i insekata, kao i gljive, biljke, i bakterije. Bakterije koje ne izvode glikolizu, poput Mycoplasmataceae, nemaju TPI.
Kod ljudi je deficijencija triozafosfat izomeraze progresivan i jak neurološki poremećaj. On je karakterisan hroničnom hemolitičkom anemijom. Postoje mnoge mutacije koji mogu da uzrokuju ovu bolest. Većina njih uključuje mutaciju glutaminske kiseline u poziciji 104 u aspartinsku kiselinu.
Triozafosfat izomeraza je veoma efikasan enzim, koji ubrzava reakciju više milijardu puta u odnosu na nekatalisanu reakciju. Ta reakcija je efikasna u toj meri da se naziva kinetički perfektnom. Ona je jedino ograničena brzinom difuzije supstrata u i iz aktivnog mesta enzima.

## Literatura
- Nicholas C. Price; Lewis Stevens (1999). Fundamentals of Enzymology: The Cell and Molecular Biology of Catalytic Proteins (Third изд.). USA: Oxford University Press. ISBN 019850229X.
- Eric J. Toone (2006). Advances in Enzymology and Related Areas of Molecular Biology, Protein Evolution (Volume 75 изд.). Wiley-Interscience. ISBN 0471205036.
- Branden C; Tooze J. Introduction to Protein Structure. New York, NY: Garland Publishing. ISBN 0-8153-2305-0.
- Irwin H. Segel. Enzyme Kinetics: Behavior and Analysis of Rapid Equilibrium and Steady-State Enzyme Systems (Book 44 изд.). Wiley Classics Library. ISBN 0471303097.
- William P. Jencks (1987). Catalysis in Chemistry and Enzymology. Dover Publications. ISBN 0486654605.

## Spoljašnje veze
- [http://www.proteopedia.org/wiki/index.php/Triosephosphate_Isomerase
- [http://www.expasy.org/prosite/PDOC00155